# 42 (număr)
42 (patruzeci și doi) este un număr natural precedat de 41 și urmat de 43.

## În matematică
- Este un număr abundent.[1][2]
- Este un număr harshad în baza 10.[3]
- Este un număr practic.[4][5]
- Este un număr Størmer.[6][7]
- Este un număr rectangular, fiind produsul a două numere întregi consecutive: 42 = 6 x 7.[8]
- Este al doilea număr sfenic, fiind produsul a trei numere prime distincte: 42 = 2 x 3 x 7.[9]
- Este un număr pentadecagonal.[10]
- Este un număr semiperfect.[11]
- Este un număr Catalan.[12][13]
- Este un autonumăr (număr columbian), deoarece nu poate fi exprimat ca suma dintre orice număr întreg și cifrele acestui număr în baza 10.[14]

## În știință
- Este numărul atomic al molibdenului.[15]

### Astronomie
- NGC 42 este o galaxie lenticulară în constelația Pegasus.
- Messier 42 (Nebuloasa Orion) este o nebuloasă de reflexie din constelația Orion.
- 42 Isis este o planetă minoră.
- 42P/Neujmin este o cometă periodică din sistemul solar.

## În religie
- Numărul de fii ai Azmavetului, la recensământul israeliților care s-au întors din robie în Israel, conform Ezra 2:24.

## Alte domenii
- +42 este prefixul telefonic internațional al Cehiei.[16]
- 42 Dugg, un rapper american
- Este codul de țară UIC al Japoniei.[17]

## În cultura populară

### În romanele SF de Douglas Adams
42 este un număr foarte important în romanele din seria Ghidul autostopistului galactic  scrise de umoristul și romancierul britanic Douglas Adams.
42 este răspunsul la viață, univers și tot restul, furnizat de supercomputerul "Gândire Adâncă" (Deep Thought). Absurditatea acestui răspuns, suprinzător și comic în același timp, se încadrează în spiritul operei lui Douglas Adams. După aflarea acestui răspuns, personajele realizează că de fapt nu știau nici care este întrebarea și încep noi aventuri pentru a o căuta.
În carte există 3 variante posibile de întrebare: "Ce este verde?" (care evident nu are nici o legătură cu răspunsul); "Cât e 6x7?" (care este prea evident) și "Câte drumuri trebuie să bată un om?" (o aluzie la primul vers al melodiei "Blowing in the Wind" a lui Bob Dylan).